# Herenleed
Herenleed was een serie gedenkwaardige televisie- en theaterprogramma's geschreven door Armando en Cherry Duyns, gespeeld door Armando, Cherry Duyns en Johnny van Doorn.

## Inhoud
De serie, met als ondertitel 'een programma van weemoed en verlangen', liep van 1971 tot 1997. De afleveringen bestonden uit absurdistische samenspraken van twee heren, in het script simpelweg aangeduid als Man 1 (Armando als 'het bescheiden heertje met bril, middenscheiding, hoge schoenen en te krappe jasje') en Man 2 (Cherry Duyns als 'de verwaten heer met bolhoed, sik, opstaande snor, pandjesjas en horlogeketting'). Het duo werd op onnavolgbare wijze aangevuld door Johnny van Doorn, naar wiens personages dertien delen van de serie genoemd zijn.
Herenleed verbeeldde de onderlinge afhankelijkheid van een snoevende dwingeland en zijn bedeesde, welwillende metgezel. 'Twee verwarde heren verwikkeld in een diep gebeuren, zo nu en dan jammerlijk gehinderd door nog een medemens'. Een drama, vermomd als komedie, met de dimensies van een droom, waarin geleden wordt voor ons genoegen, afwisselend kinderlijk en fantastisch, panisch en macaber.

Man 1: Meneer, alles wat mooi is vind ik zo mooi.

Man 2: Alles wat mooi is kán ook heel lelijk zijn.

(De bediende)

## Geschiedenis
Aanvankelijk werden de heren gespeeld door Ton Lensink en Eric van Ingen. De AVRO zond drie afleveringen uit, geregisseerd door Hank Onrust, waarna het programma stopte. Berend Boudewijn, die in 1974 een proefaflevering voor de KRO mocht regisseren, kon de schrijvers ervan overtuigen, het duo zelf gestalte te geven. De opname is echter nooit uitgezonden; de KRO wist er niet goed raad mee, en pas dertig jaar later verscheen De koning op dvd. Onder voorwaarde dat Herenleed zou worden voortgezet, trad Cherry Duyns in 1976 in dienst van de VPRO. Die omroep bracht dan ook alle volgende, door Krijn ter Braak geregisseerde, afleveringen op het scherm.
Over een periode van vijf jaar diende het stuifzandgebied Otterlose Zand op de Hoge Veluwe als monumentaal openluchtpodium. Meeslepende, romantische muziek benadrukte de vervreemdende werking van de teksten en de barre leegte van de beelden. Omdat in het landschap de opnamen herhaaldelijk werden verstoord, vonden de registraties vanaf 1983 plaats in de Amsterdamse Kleine Komedie. Een vaste waarde was toen De toneelman, een magiër die met grote allure eigenaardige variéténummers aankondigde. In het kader van het Holland Festival 1985, ging het gezelschap voor het eerst op theatertournee. Drie jaar later stond Herrenleid op de planken in de Schaubühne te Berlijn.

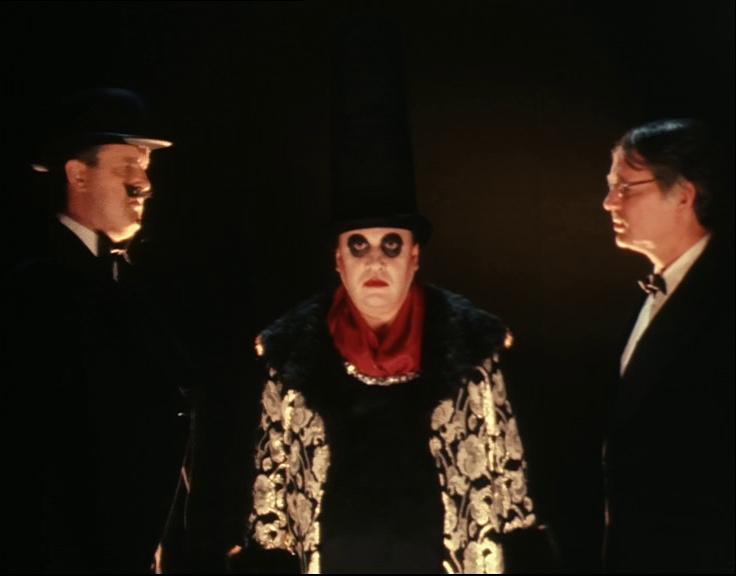
Heren...de opvoering moet! (Ten tonele)

Op 26 januari 1991 overleed Johnny van Doorn. Het verlies werd diep gevoeld. Duyns en Armando hadden in eerste instantie zelfs de overtuiging dat doorgaan zonder hem niet mogelijk was. Toch is dat wel gebeurd; er kwamen nog twee voorstellingen. In 1995 Een ongerieflijk tweetal en in 1997 Een reusachtige wesp van hout. De teksten die zich, als vanzelf, toch weer aandienden, verdienden het om tot uitvoering te komen. Johnny zou het de heren niet kwalijk hebben genomen. Zoals Van Doorn het zelf in zijn rol als Toneelman had vertolkt: "De opvoering moet!"

Man 1: Alles wat geweest is, kwam dat?

Man 2: Dat kwam.

Man 1: En als het kwam, komt het dan niet meer?

Man 2: Nee, het komt niet meer...

(De dameskapper)

## Afleveringen en uitzenddata
| episode                                                                                 | aflevering                    | uitzenddatum                                                                 | opmerkingen |
| --------------------------------------------------------------------------------------- | ----------------------------- | ---------------------------------------------------------------------------- | --- |
| Herenleed in de studio en daarbuiten Gespeeld door Ton Lensink en Eric van Ingen        | Herenleed 1                   | wo 17 nov 1971                                                               | Met Ronny Bierman, Onno Molenkamp, Allard van der Scheer en Dick Swidde; productie Fred Oster. |
| Herenleed in de studio en daarbuiten Gespeeld door Ton Lensink en Eric van Ingen        | Herenleed 2                   | vr 7 apr 1972                                                                | Met Ronny Bierman, Onno Molenkamp, Allard van der Scheer en Dick Swidde; productie Fred Oster. |
| Herenleed in de studio en daarbuiten Gespeeld door Ton Lensink en Eric van Ingen        | Herenleed 3                   | za 2 sep 1972                                                                | Met Ronny Bierman, Onno Molenkamp, Allard van der Scheer en Dick Swidde; productie Fred Oster. |
| Herenleed in het landschap Gespeeld door Armando, Cherry Duyns en Johnny van Doorn      | De koning                     | niet uitgezonden                                                             | Met Truus Dekker en Dick Swidde. motief: Robert Schumann 1838. Kreisleriana, 'Schnell und spielend'. |
| Herenleed in het landschap Gespeeld door Armando, Cherry Duyns en Johnny van Doorn      | De vrouw                      | do 18 dec 1975                                                               | Richard Strauss 1948. Vier letzte Lieder, 'Im Abendrot'. |
| Herenleed in het landschap Gespeeld door Armando, Cherry Duyns en Johnny van Doorn      | De bediende                   | do 22 jan 1976                                                               | Jimmie Lunceford and His Orchestra 1934. Jealous (Decca 788). |
| Herenleed in het landschap Gespeeld door Armando, Cherry Duyns en Johnny van Doorn      | De kabouter                   | do 4 mrt 1976                                                                | Giuseppe Verdi 1847. Macbeth, 'Atto quarto: gran scena del sonnambulismo'. |
| Herenleed in het landschap Gespeeld door Armando, Cherry Duyns en Johnny van Doorn      | Het lijk                      | do 1 apr 1976                                                                | Felix Mendelssohn 1840. Lieder ohne Worte Op. 53, 'Presto agitato'. |
| Herenleed in het landschap Gespeeld door Armando, Cherry Duyns en Johnny van Doorn      | De kermisklant                | do 15 apr 1976                                                               | Will Glahé und sein Musette-Orchester 1939. Verliebte Melodie (Electrola E.G. 7163). |
| Herenleed in het landschap Gespeeld door Armando, Cherry Duyns en Johnny van Doorn      | De heraut                     | do 22 apr 1976                                                               | Anton Bruckner 1883. 7. Symphonie E-dur, 'Adagio'. |
|                                                                                         | De dameskapper                | zo 23 apr 1978                                                               | Arnold Schönberg 1903. Pelléas und Mélisande. |
| De buitenstaander                                                                       | zo 7 mei 1978                 | Richard Strauss 1896. Also sprach Zarathustra.                               | |
| De praalhans                                                                            | zo 28 mei 1978                | Georges Boulanger mit seinem Orchester 1941. Winke, Winke! (Odeon O-31 686). | |
|                                                                                         | De engel                      | zo 4 feb 1979                                                                | Gustav Mahler 1909. 9. Symphonie D-dur, 'Adagio'. |
| De vader                                                                                | zo 4 mrt 1979                 | Sergei Rachmaninoff 1907. 2. Symphonie e-moll, 'Largo'                       | |
| De damesgestalte                                                                        | zo 6 mei 1979                 | César Franck 1887. Psyché.                                                   | |
| Herenleed op toneel Gespeeld door Armando, Cherry Duyns en Johnny van Doorn             | Ten tonele                    | wo 26 okt 1983                                                               | - Maurice Winnick and His Orchestra 1936. Stars in My Eyes (Parlophone F 525). - Paul Hindemith 1934. Symphonie Mathis der Maler, 'Grablegung'. - Charles Gounod 1859. Faust, 'Cinquième acte: intermezzo'. |
| Herenleed op toneel Gespeeld door Armando, Cherry Duyns en Johnny van Doorn             | Het bloemenveld               | wo 23 nov 1983                                                               | - Maurice Winnick and His Orchestra 1936. Stars in My Eyes (Parlophone F 525). - Paul Hindemith 1934. Symphonie Mathis der Maler, 'Grablegung'. - Charles Gounod 1859. Faust, 'Cinquième acte: intermezzo'. |
| Herenleed op toneel Gespeeld door Armando, Cherry Duyns en Johnny van Doorn             | De zwanenkwekers              | wo 14 dec 1983                                                               | - Maurice Winnick and His Orchestra 1936. Stars in My Eyes (Parlophone F 525). - Paul Hindemith 1934. Symphonie Mathis der Maler, 'Grablegung'. - Charles Gounod 1859. Faust, 'Cinquième acte: intermezzo'. |
|                                                                                         | O, waaiend lover              | zo 21 okt 1984                                                               | - Maurice Winnick and His Orchestra 1936. Stars in My Eyes (Parlophone F 525). - Paul Hindemith 1934. Symphonie Mathis der Maler, 'Grablegung'. - Charles Gounod 1859. Faust, 'Cinquième acte: intermezzo'. |
| De ijzergieterij                                                                        | zo 25 nov 1984                |                                                                              | - Maurice Winnick and His Orchestra 1936. Stars in My Eyes (Parlophone F 525). - Paul Hindemith 1934. Symphonie Mathis der Maler, 'Grablegung'. - Charles Gounod 1859. Faust, 'Cinquième acte: intermezzo'. |
| Door en door rein                                                                       | zo 16 dec 1984                |                                                                              | - Maurice Winnick and His Orchestra 1936. Stars in My Eyes (Parlophone F 525). - Paul Hindemith 1934. Symphonie Mathis der Maler, 'Grablegung'. - Charles Gounod 1859. Faust, 'Cinquième acte: intermezzo'. |
| Herenleed in de Stadsschouwburg Gespeeld door Armando, Cherry Duyns en Johnny van Doorn | Groot Herenleed               | zo 30 dec 1990                                                               | |
| Herenleed zonder Johnny van Doorn Gespeeld door Armando en Cherry Duyns                 | Een ongerieflijk tweetal      | zo 31 dec 1995                                                               | |

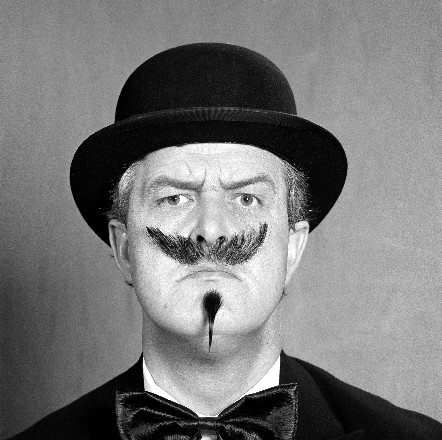
Dit toneel is míjn. (De ijzergieterij)

| Herenleed zonder Johnny van Doorn Gespeeld door Armando en Cherry Duyns                 | Een reusachtige wesp van hout | zo 1 jun 1997                                                                | |

## Theaterpremières
- Herenleed op reis (Holland Festival). De Kleine Komedie, Amsterdam, za 1 juni 1985.

- Herenleed reist verder. De Kleine Komedie, Amsterdam, za 6 december 1986.

- Herrenleid. Ein Spiel voller Wehmut und Verlangen. Schaubühne, Berlijn, di 11 oktober 1988.

- Groot Herenleed. De Kleine Komedie, Amsterdam, di 2 oktober 1990.

- Een ongerieflijk tweetal. De Kleine Komedie, Amsterdam, di 4 april 1995.

- Een reusachtige wesp van hout. Stadsschouwburg, Haarlem, di 4 februari 1997.

## Uitgaven
- Armando en Cherry Duyns 1977. Herenleed. De Bezige Bij, Amsterdam.

- Armando en Cherry Duyns 1985. Wat zegt? Wat doet? Verzameld Herenleed. De Bezige Bij, Amsterdam.

- CD: Cherry Duyns, Armando en Johnny van Doorn. Groot Herenleed. Stedelijk Museum Amsterdam, 5 september 1990. VPRO Festival, Hilversum (Ardinel 09002).

- Armando en Cherry Duyns 1996. Herenleed. Een ongerieflijk tweetal. De Bezige Bij, Amsterdam.

- Armando en Cherry Duyns 1997. Herenleed. Vijfentwintig jaar weemoed en verlangen. De Bezige Bij, Amsterdam (Met bijbehorende videoband).

- 5 DVD set: Compleet Herenleed. Programma's van Weemoed en Verlangen. 2004, Basta Music, Aalsmeer (BASTA 30-9138-2).

## Verwijzingen
1. ↑  Armando en Cherry Duyns 1977, p. 6.
2. ↑  Aldus de aankondiging destijds in de VPRO Gids.
3. ↑  Vrij naar Krijn ter Braak. Zie: John Müller, 'Herenleed op hoog niveau bij de VPRO,' Kunst, NRC Handelsblad, 17 december 1975.
4. ↑  Compleet Herenleed 2004, disc 5: bonusmateriaal.
5. ↑  Volgens eigentijdse dagbladvermeldingen.